# Hydropsyche sattlerorum
Hydropsyche sattlerorum är en nattsländeart som beskrevs av Wolfgang Tobias 1972. Hydropsyche sattlerorum ingår i släktet Hydropsyche och familjen ryssjenattsländor. Inga underarter finns listade i Catalogue of Life.